# Mälzerei Pankow
Koordinaten: 52° 34′ 1,4″ N, 13° 24′ 11,7″ O

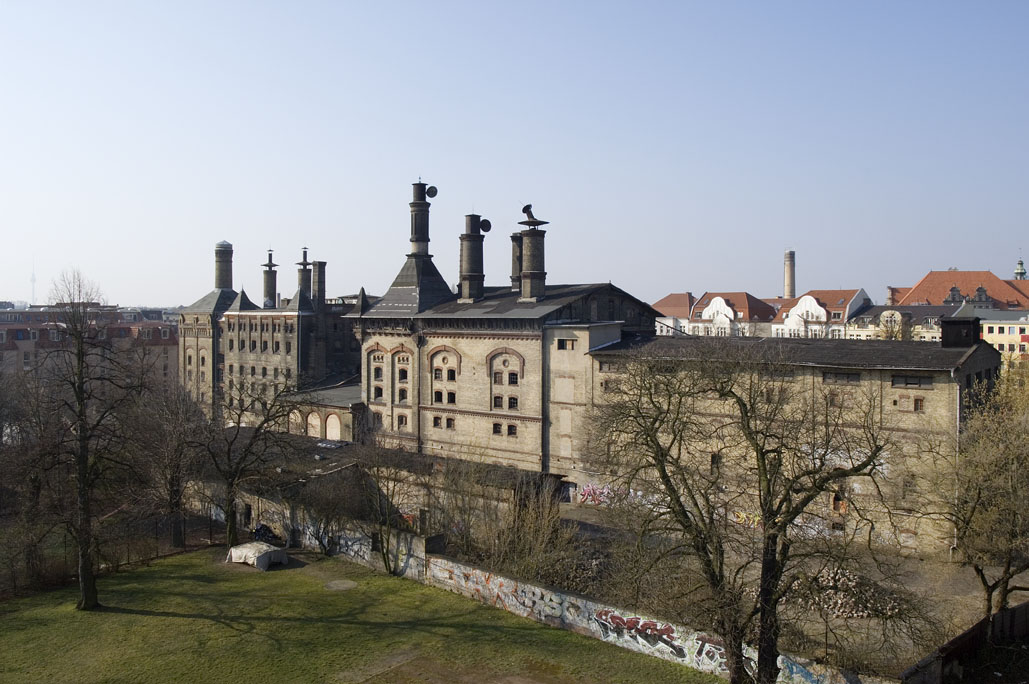
Gesamtansicht der Mälzerei Pankow von Nordosten vor der Sanierung, 2007

Die Mälzerei Pankow ist ein Bauensemble in der Mühlenstraße 9–11 im Berliner Ortsteil Pankow des gleichnamigen Bezirks. In der Mälzerei wurde bis 1945 auf industrielle Weise Malz für die Bierherstellung produziert. Die Schultheiss-Brauerei errichtete 1874 die ersten Bauten und erweiterte die Anlage bis 1902 mehrfach. Nach dem Zweiten Weltkrieg dienten Teile der Mälzerei bis 1989 als Lager. Bei der Sanierung 2008–2011 wurden die unter Denkmalschutz stehenden Gebäude zu Eigentumswohnungen umgebaut.

## Geschichte

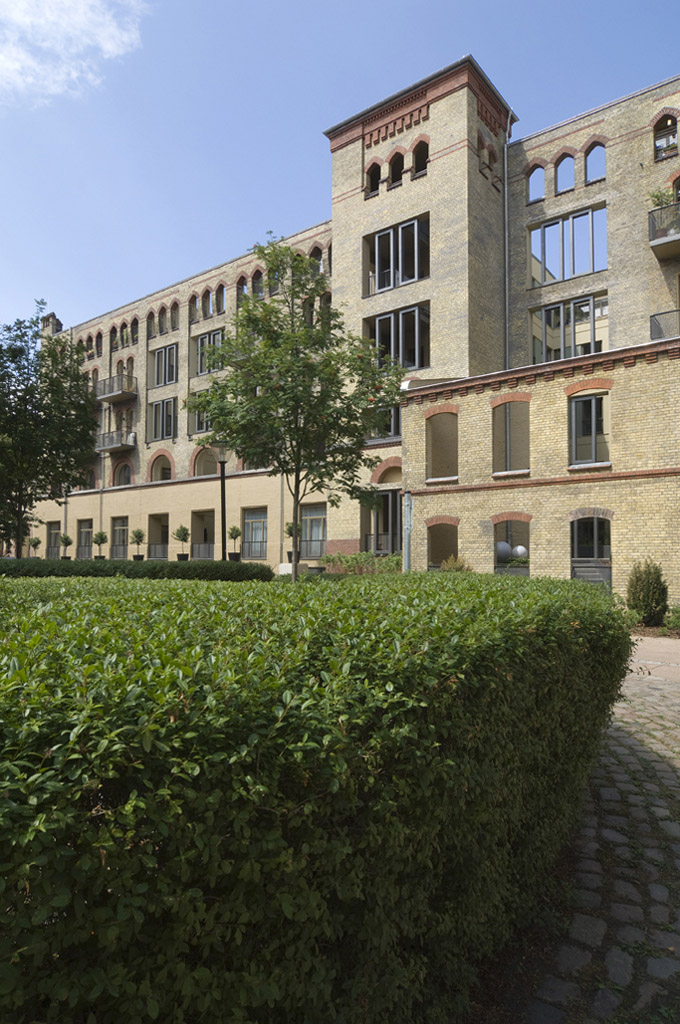
Tenne (Hesperidenhöfe) nach Abschluss der Sanierung, 2010

### Gründung
Die Mälzerei Pankow ist ein frühes Beispiel für die dezentrale industrielle Herstellung von Bier an verschiedenen Standorten. Richard Roesicke, Politiker und seit 1864 Inhaber der Schultheiss-Brauerei, beauftragte 1873 den Berliner Ratsmaurermeister Friedrich Arthur Rohmer mit der Planung und Errichtung einer Tennenmälzerei auf einem firmeneigenen Grundstück in Pankow. Auf dem Gelände befanden sich bereits Lagerkeller und ein Ausschanklokal der Brauerei. Die Gründe für den Neubau lagen darin, dass die bisherigen Betriebsstätten am Märkischen Ufer für die steigende Nachfrage nicht mehr ausreichten und keine Bauflächen für eine Erweiterung zur Verfügung standen. In gut sieben Monaten Bauzeit wurden 1874 ein Tennengebäude, eine Doppeldarre, ein Kesselhaus mit Kontor und ein Weichhaus zum Einweichen der Braugerste errichtet.

### Ausbau
Schon 1881 konnten die Neubauten den Bedarf an Malz nicht mehr decken. Die Tenne wurde erweitert, das Weichhaus abgebrochen. 1898 erweiterte Maurermeister Friedrich Arthur Rohmer die bestehende Doppeldarre und errichtete ein weiteres Darrengebäude. 1881 bis 1888 und 1898 bis 1902 wurde der Produktionsprozess modernisiert und eine pneumatische Mälzerei eingerichtet, bei der eine maschinelle Luftzufuhr die Keimung größerer Mengen an Getreide ermöglicht. Gleichzeitig entstand an der südöstlichen Ecke des Grundstücks eine dritte Darre, entworfen von den Baumeistern Ernst Telebier und Carl Teichen.
Im Jahr 1936 produzierten in der Mälzerei Pankow 84 Arbeiter und Angestellte in den Wintermonaten aus 150.000 Zentner Braugerste Malz. Im Sommer wurde nicht gearbeitet; erst nach der Ernte wurde die Gerste mittels Pferdefuhrwerken angeliefert.

### Sanierung und Umnutzung
Die Malzproduktion endete 1945 in Pankow. Die Gebäude blieben im Zweiten Weltkrieg nahezu unbeschädigt und dienten bis Mitte der 1970er Jahre als Warenlager für die Handelsorganisation der DDR. Seit 1977 steht die Mälzerei unter Denkmalschutz.
Im Jahr 2007 erwarb das durch Erik Roßnagel vertretene Unternehmen terraplan aus Nürnberg die Mälzerei vom Schultheiss-Nachfolgekonzern Brau und Brunnen (Radeberger Gruppe). Unter Leitung des Potsdamer Architekturbüros vangeistenmarfels.architekten wurden die unter Denkmalschutz stehenden Bauten in zwei Bauabschnitten zu 150 Eigentumswohnungen umgebaut. Die vier historischen Bauteile erhielten neue Hausnamen nach Figuren der antiken Mythologie (den Hesperiden und den römischen Göttinnen Flora, Minerva und Pomona). Die Planung der Gartenflächen mit Spielplatz und zentralem Platz lag in den Händen von Gartenarchitekt Raoul van Geisten aus Berlin. Die Gestaltung der Innenräume übernahm Innenarchitekt Eugen Gehring. 2011 waren die Bauarbeiten abgeschlossen. Für die Sanierung wurde die Bauherrin 2011 mit dem Immobilienmanager Award (für die Bauteile Hesperidenhöfe und Floratürme) und 2012 mit der Ferdinand-von-Quast-Medaille, dem Denkmalpflegepreis des Landes Berlin, ausgezeichnet.

## Die Bauten

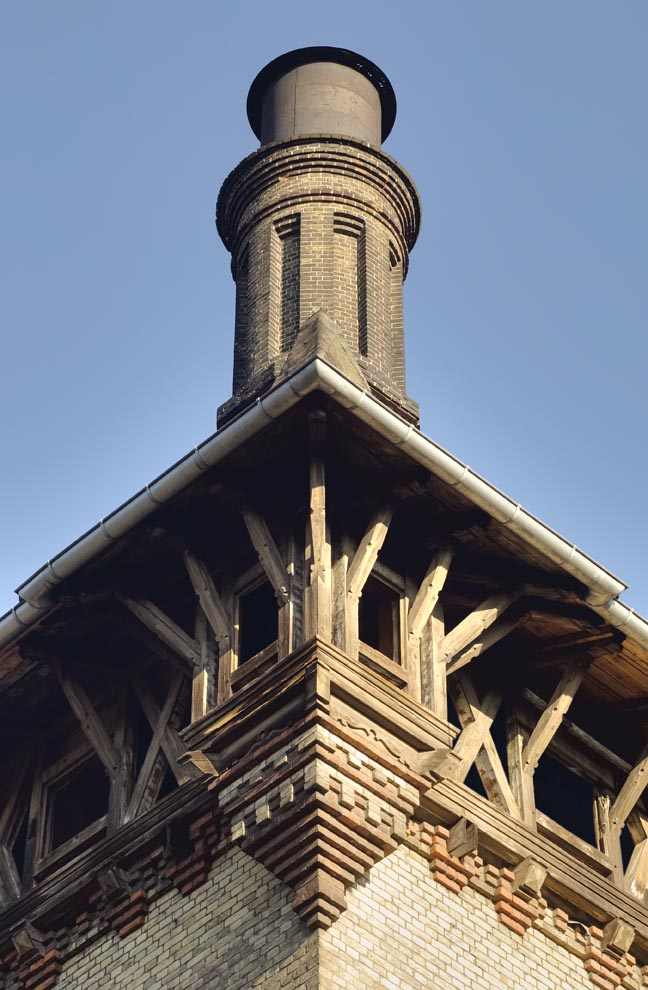
Dachzone der Darre (Minervasuiten) vor der Sanierung, 2008

### Gesamtanlage
Aufgrund der großen Ausdehnung des Geländes (rund 12.000 m²) und der Höhe ihrer Gebäude besitzt die Mälzerei herausragende städtebauliche Bedeutung. Diese wird unterstrichen durch die Dachlandschaft der Darren, deren Dächer und Schornsteine die Baumeister Rohmer, Tielebier und Teichen mit dekorativen Dachformen und Darrfaxen bereicherten.
Die Mälzerei besteht aus vier Einzelbauten, die im Grundriss eines „U“ um einen nach Westen hin offenen Hof angeordnet sind: Parallel zur Mühlenstraße im Osten erheben sich das östliche Darrengebäude mit Tenne (heute Minervasuiten genannt). Am Durchstich zwischen Mühlen- und Neuer Schönholzer Straße im Süden schließen sich das später hinzugefügte neue Darrengebäude mit Tenne (Floratürme und Hesperidenhöfe) an. Nördlich davon befindet sich ein weiteres Tennengebäude (Pomonagärten).

### Architektur
Wie für Industriebauten des 19. und frühen 20. Jahrhunderts typisch, weisen die Bauten der Mälzerei eine auffallend reiche architektonische Gliederung und Bauschmuck auf. In ihr spiegelt sich der Stolz des beginnenden Industriezeitalters auf die Errungenschaften der Technik wider. Die Mälzerei war kein reines Funktionsgebäude, sondern auch architektonisches Aushängeschild für die Betreiberin. Bei der Planung legte man Wert auf eine einheitliche Erscheinung des Komplexes. Obwohl die historischen Gebäude über einen Zeitraum von fast drei Jahrzehnten errichtet wurden, sind alle einheitlich in Klinkerbauweise ausgeführt. Das Mauerwerk besteht aus gelbem Glindower Klinker, der als besonders widerstandsfähig gegen mechanische Belastung und Witterungsschäden galt. Davon setzen sich einzelne Schmuckelemente wie Gesimse, Fensterfaschen und Mauerwerksbögen in rotem Klinker kontrastreich ab. Fast die gesamte Gestaltung der Fassaden wurde durch verschiedene Anordnung der Ziegelsteine und durch Verwendung spezieller Formsteine für Gesimse und Bögen bewerkstelligt.
Besonders die beiden Darrentürme erinnern in ihrer Gestaltung an mittelalterliche Burgen: Den östlichen Darrenturm (Minervasuiten) versah Friedrich Arthur Rohmer mit einem Dachgeschoss in Fachwerkbauweise mit Zeltdach, Ecktürmchen und hohem Dunstschlot. Die südliche Darre und die angeschlossene Tenne (Floratürme und Hesperidenhöfe) von Ernst Tielebier und Carl Teichen ist im Stil der märkischen Backsteingotik gehalten und besitzt ein weit vorkragendes Abschlussgesims auf Konsolen.

### Sanierung
Bei der Sanierung 2008–2011 wurden zahlreiche, teils behelfsmäßige Anbauten an den Gebäuden entfernt. Abbruchkanten und Ergänzungen am Mauerwerk wurden verputzt und in der Farbe des gelben Klinkers gestrichen, um die Baugeschichte der Anlage ablesbar zu machen. Die freigewordenen Flächen wurden in Wege, Garten- und Spielflächen verwandelt; im Hofbereich zwischen den Gebäuden entstand ein kleiner Platz. Im südlichen Geländeteil wurde eine Tiefgarage errichtet. Um die Wohnungen mit genügend Tageslicht zu versorgen, wurden an vielen Stellen Fenster aufgeweitet oder neu eingefügt. Die Fassaden und Dächer erhielten Balkone und Dachterrassen. In das östliche Tennengebäude (Hesperidenhöfe) wurden zwei begrünte Lichthöfe eingeschnitten; die davor liegenden historischen Klinkerfassaden blieben dabei stehen. Das langgestreckte Nebengebäude östlich der Minervasuiten wurde zu einer Orangerie für die Bewohner umfunktioniert.
Durch den langen Leerstand und Vandalismus waren in den Innenräume kaum noch alte Einrichtungen vorhanden; an einigen Stellen wurden historische Kappendecken und Darrengewölbe nach Patent Papperitz in die Wohn- und Gemeinschaftsräume integriert. Die Grundrisse und Treppenanlagen wurden bei der Sanierung erneuert.

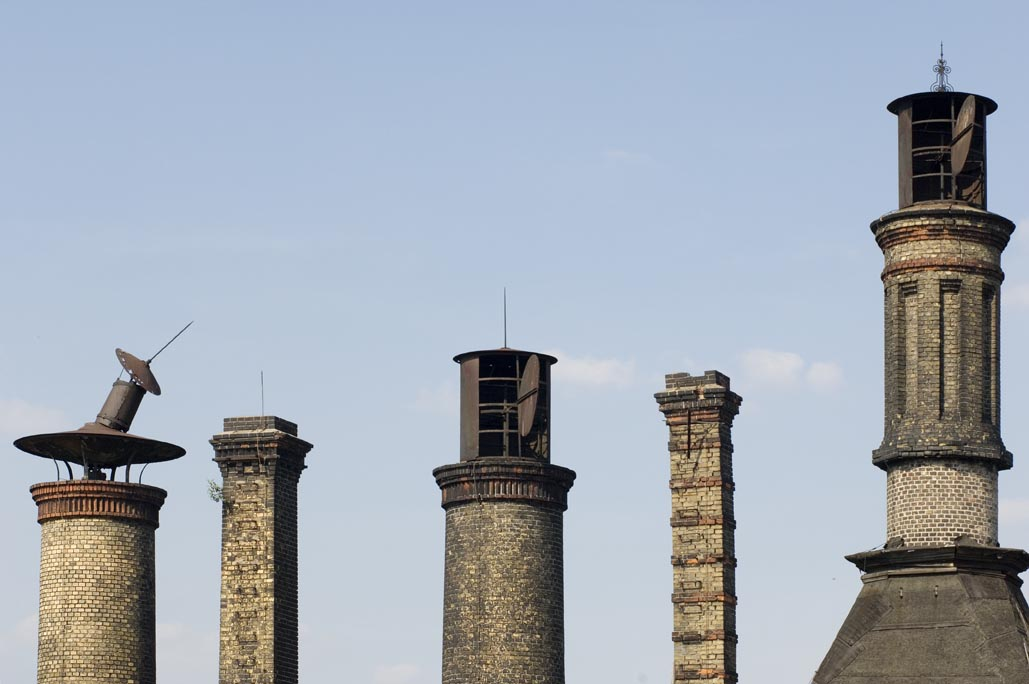
Schornsteine der Darrengebäude vor der Sanierung, 2008
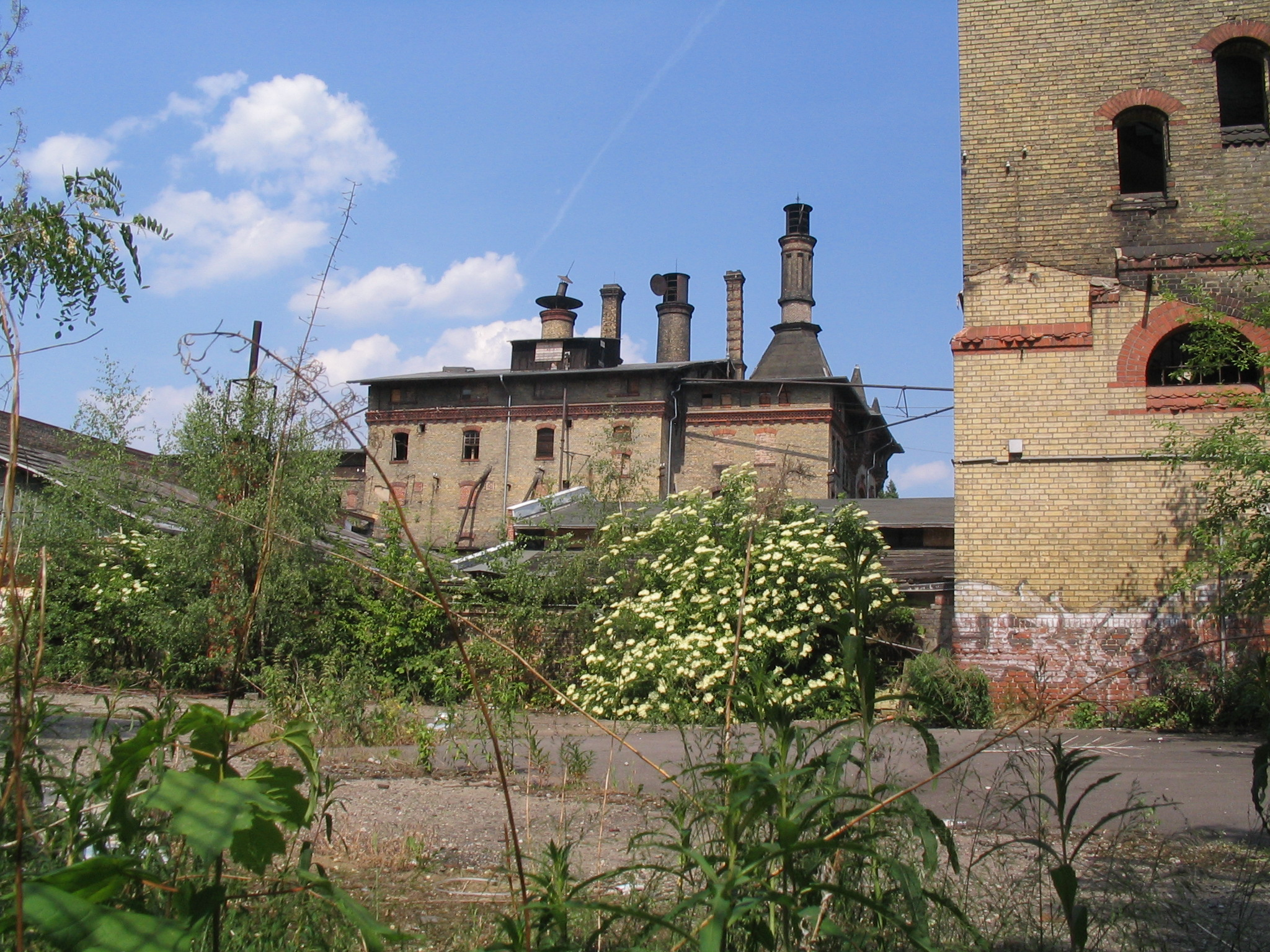
Überwucherter Innenhof vor der Sanierung, 2006
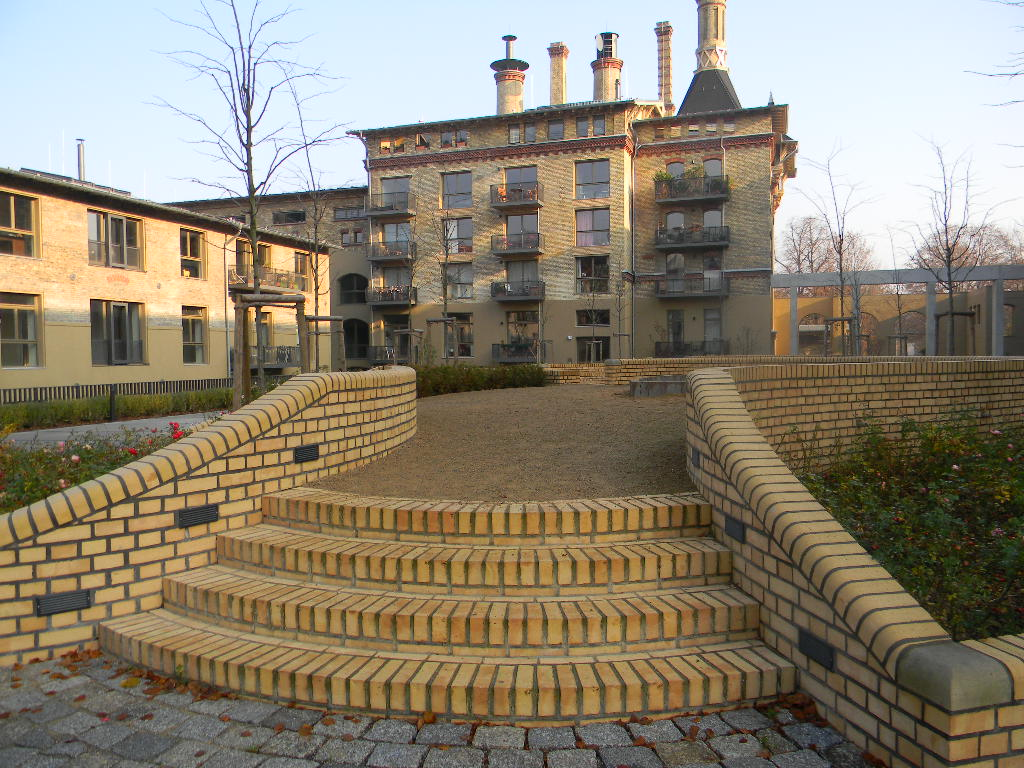
Innenhof mit Pomonagärten und Minervasuiten nach der Sanierung, 2011
Turm der östlichen Darre vor der Sanierung, 2009
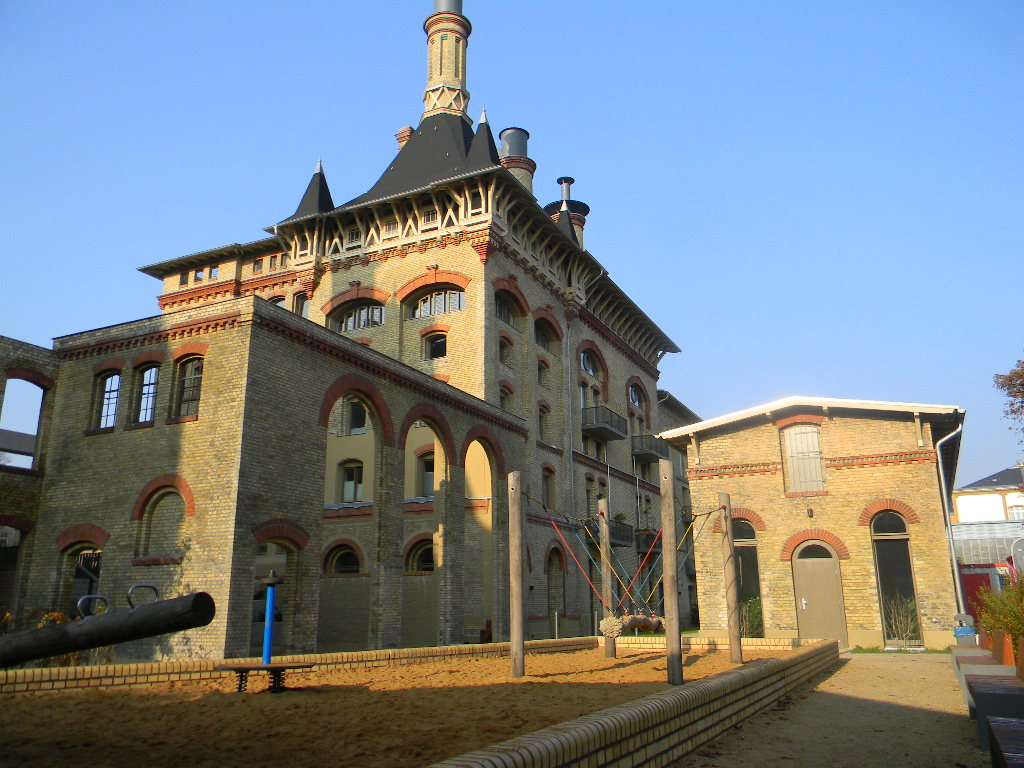
Minervasuiten nach der Sanierung, 2011
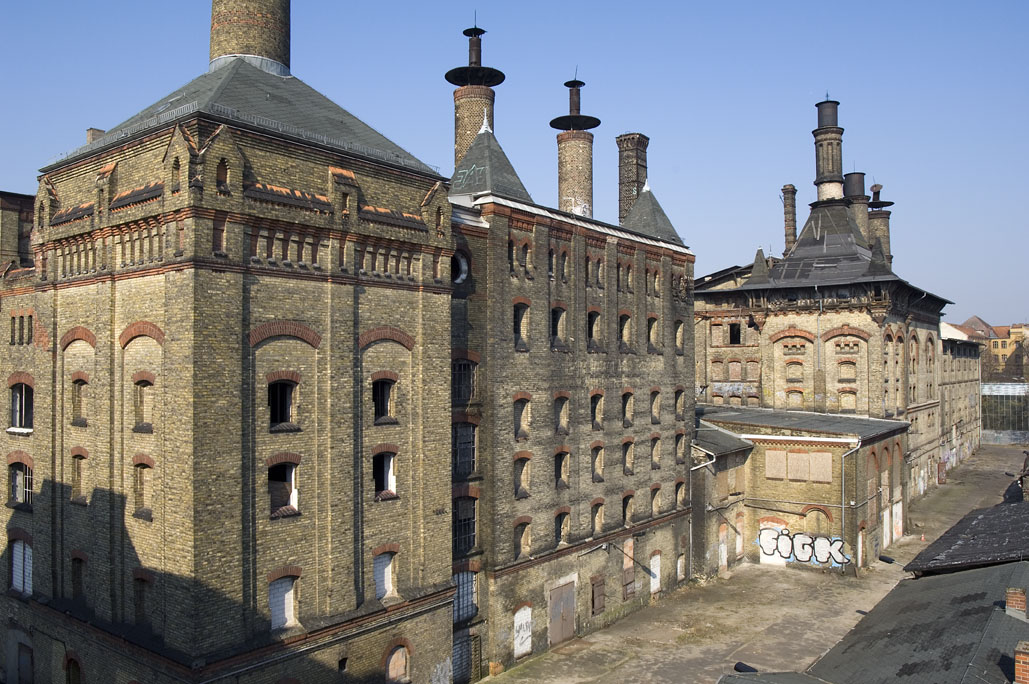
Südseite des Areals vor der Sanierung, 2007
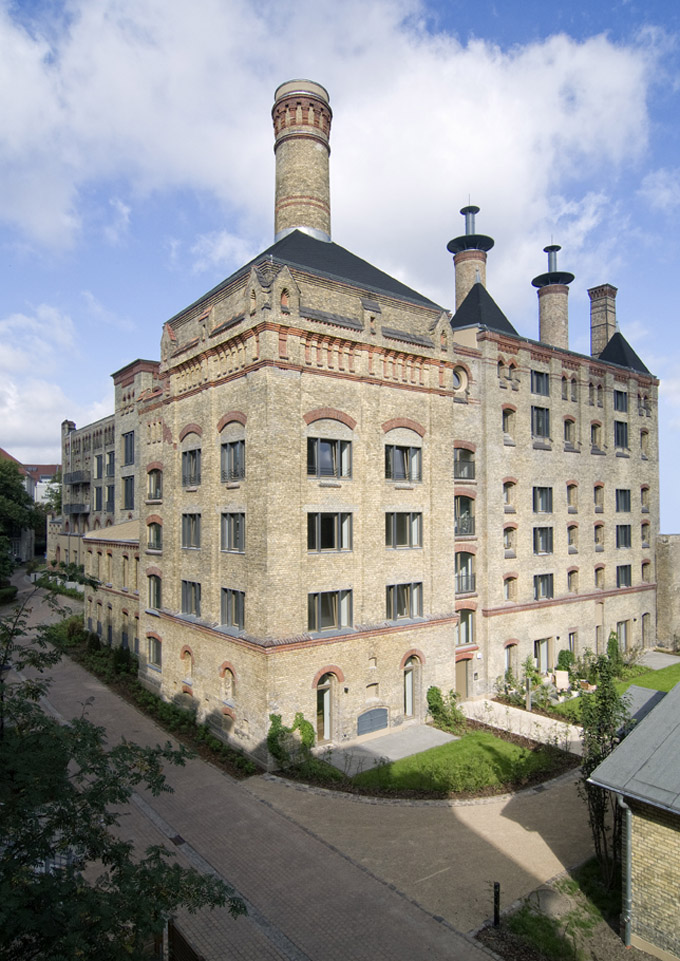
Floratürme nach der Sanierung, 2010
Tenne und Darre (Hesperidenhöfe und Floratürme) nach der Sanierung, 2014
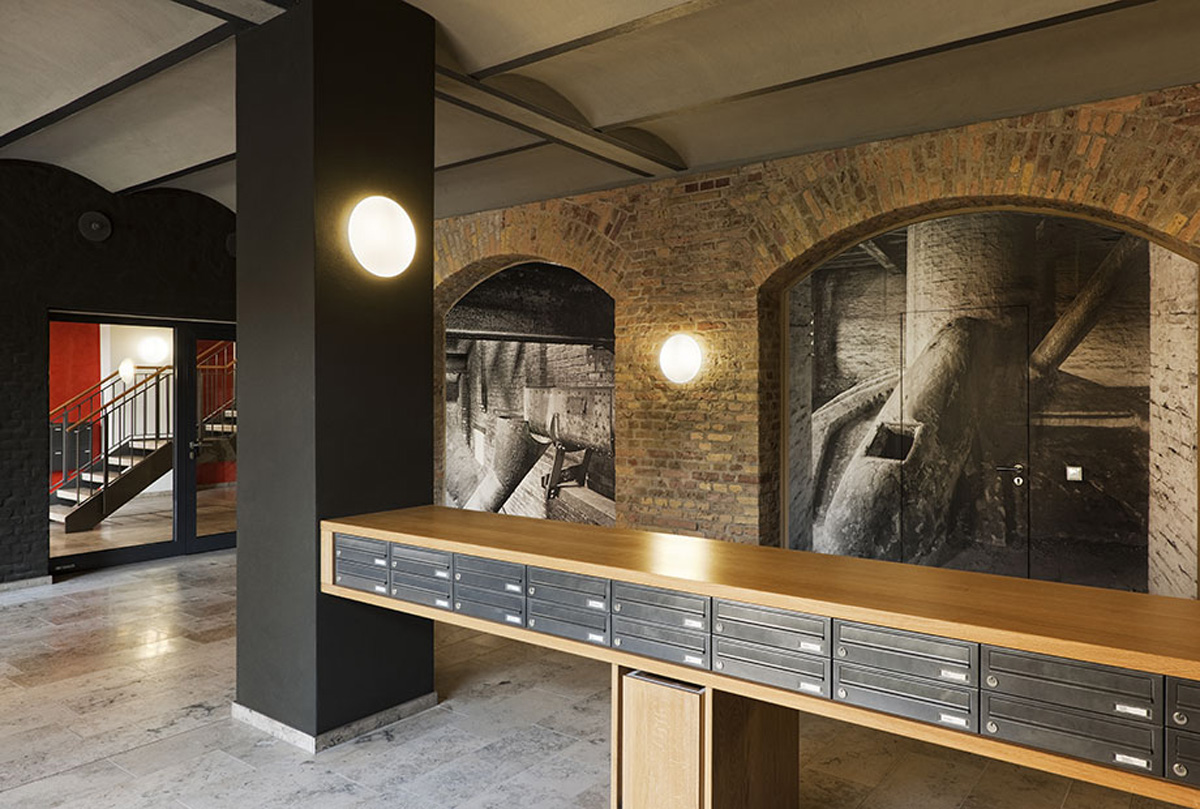
Hausflur der Minervasuiten nach der Sanierung, 2010